# Bluebird Airways
Bluebird Airways – grecka linia lotnicza z siedzibą w Heraklionie na Krecie, głównym hubem jest port lotniczy Heraklion.

## Flota
Według stanu na maj 2025 flota Bluebird Airways składała się z 4 samolotów o średnim wieku 20,7 lat:
| Samolot        | Samolot | Samolot   | Liczba miejsc | Liczba miejsc | Uwagi |
| Model          | Aktywne | Zamówione | E             | Łącznie       | Uwagi |
| -------------- | ------- | --------- | ------------- | ------------- | ----- |
| Boeing 737-800 | 4       | -         | 189           | 189           |       |
| Łącznie        | 4       | 0         |               |               |       |